# Books
Books är en EP av Belle and Sebastian, släppt 2004 på Rough Trade Records. EP:n innehåller låten "Wrapped Up in Books" från Dear Catastrophe Waitress, två nya låtar - "Your Cover's Blown" och "Your Secrets", samt en remix av Your Cover's Blown kallad "Cover (Version)" av bandets keyboardist Chris Geddes. Kvinnan på omslaget är Alexandra Klobouk.

## Låtlista

### CD och DVD
1. "Your Cover's Blown" – 6:01
2. "Wrapped Up in Books" – 3:34
3. "Your Secrets" – 3:11
4. "Cover (Version)" – 4:00

### 7" vinyl
1. "Your Cover's Blown" – 6:01
2. "Wrapped Up in Books" – 3:34